# مفضل بن أبى الفضائل
مفضل بن أبي الفضائل القبطي المصري  مؤرخ عامي مصري له كتاب «النهج السديد والدر الفريد في ما بعد تاريخ ابن العميد» يشتمل على ما كان من أواخر سنة 658 هـ (ابتداء الدولة الظاهرية) إلى شوال سنة 759 هـ.